# ميكراني
ميكراني (بالديوناكري मिकरानी: بالأردية مکرانی)، هي مجموعة عرقية مسلمة تتواجد في شبه القارة الهندية، في مناطق مقاطعة سارلاهي ومنطقة روتاهات في النيبال، وولاية بهار وأتر برديش وغوجارات في الهند، وكذلك في باكستان. وتعرف أيضًا باسم موكيري وماكراني ومكراني وبارماكي ورانكي ومزكيري. وتنتمي عرقية مكيراني إلى قبيلة موكر، ويتم أستخدام لقب ميكراني في الغالب في النيبال، في حين يستخدم البعض موكيري أو ميا موكيري.

## التاريخ والأصل
ويقال إن كلمة موكر قد استمدت من الكلمة العربية صانع، وهذا يعني أولئك الذين ساعدوا في بناء مكة المكرمة. كان يطلق عليهم في البداية ماكاي، مما يعني المقيمين في مكة المكرمة، والتي تمحورة في وقت لاحق إلى ماكيري. وهم منقسمين إلى مجموعتين كبيرتين هما الموكيري والشيخ بنجارا.وينقسم الشيخ بنجارا أيضًا إلى ميكراني ومقرى وبرماكي وصديقي وشيخ.وهي مجموعات مختلفة لها تقاليد مختلفة حسب منشأها، أما الماكراني فايدعون انهم ذو أصل بلوشي.
ويدعي أفراد موكيري أو موكر في بيهار ونيبال أنهم أحفاد المستوطنين العرب الأوائل الذين كانت منطقة استيطانهم الأولى في جنوب آسيا في منطقة مكران. ووفقًا لتقاليدهم وصلوا إلى بهار خلال فترة حكم الدولة الخلجية، وكانوا يعرفون في البداية باسم ماكراني، الذي تم تقصيره في نهاية المطاف إلى موكر. وهي موجودة في مقاطعة سارلاهي (قرى،مالانغاوا، بهادار، ماسايلي، خوتونا، باكادي، مورتيا، بارسا، هاريبور، لالباندي، هاريون، إيشوربور ) وفي منطقة روتاهات (قرى، قور وقطربان).. يتحدثون اللغة الأردية والنيبالية ولغة أنجيكا المحلية. يعيش أغلب أفراد المجتمع الميكراني في مقاطعة سارلاهي في النيبال.

## التقليد
كانوا يحترفون سابقًا مهنة الباعة المتجولين، والانتقال من مكان إلى آخر، وتداولوا تاريخيًا بيع سلع الحبوب الغذائية والتبغ والماشية. وقد أصبح العديد منهم الآن من المزارعين. وهم مسلمين من الطائفة السنية.

## أشخاص بارزين
- عبد الرحيم ميكراني
- علي أكبر ميكراني
- عاشق علي ميكراني
- سلمى خاتون ميكراني